# 虛構作品中的土星

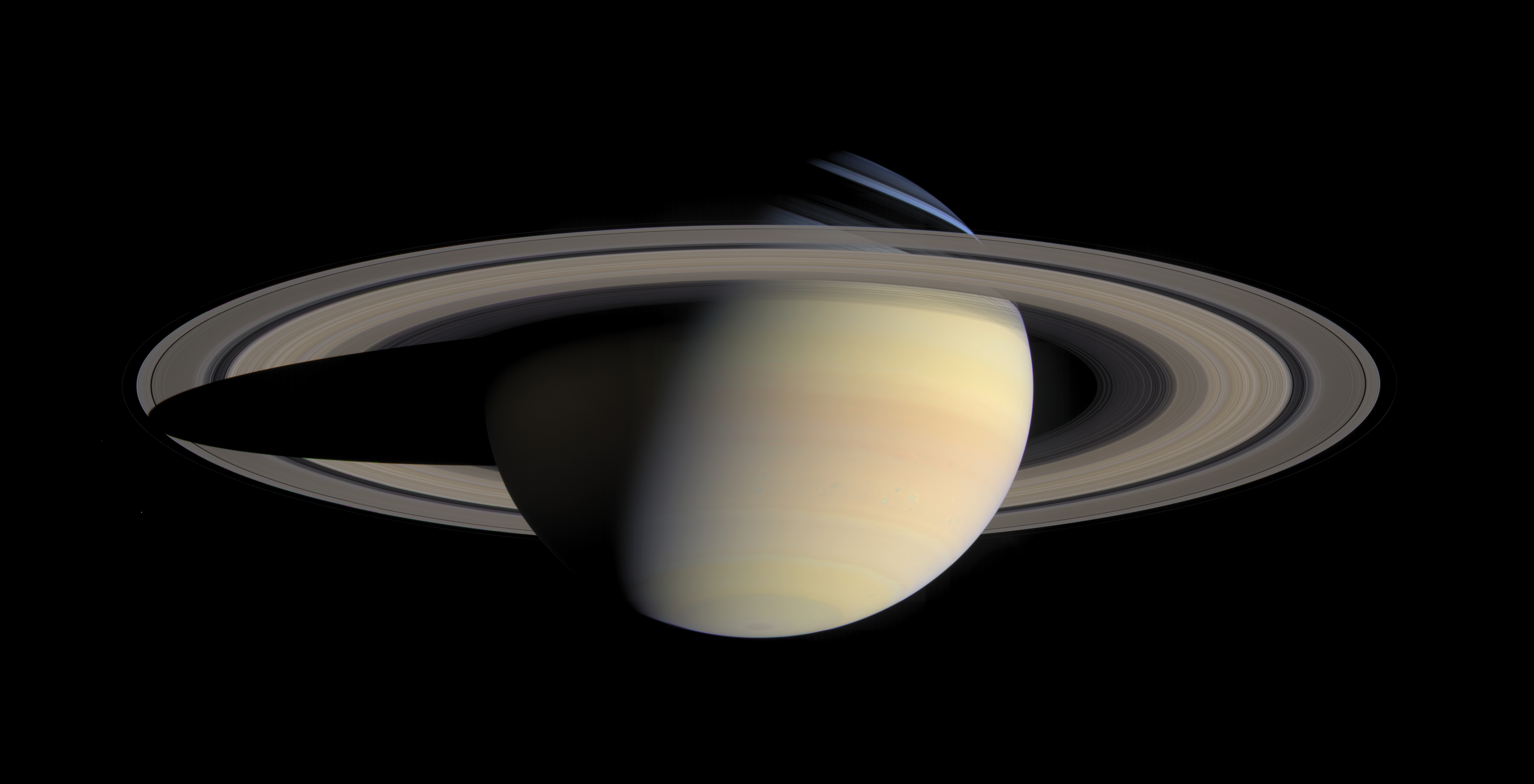
土星

土星是太陽系中第二大的行星，經常是科幻小說和電影所設定的背景。早期虛構作品將土星地表作為故事的背景，但是現代科學研究顯示這個星球已經沒有固體表面，人類無法登陸，它的空氣、溫度、高度重力和強烈輻射對人類的生活極為不利，於是土星周圍太空、非常廣闊的衛星系統是更常是虛構作品背景。

## 小說
- 伏爾泰所創作的小說《Micromégas》（1752年）中，主角到達土星（天王星和海王星當時尚未被人類發現[1]）。土星的居民高一千噚，有七十二種感官，住在土星已有15,000年。

- 儒勒·凡尔纳所創作的小說《Off on a Comet》中，探险家騎著彗星前往土星，书中描述土星具有8颗卫星和3环帶。

- 約翰·雅各·阿斯特四世所創作的小說《A Journey in Other Worlds》中，探险家從地球到达木星、土星，并发现该行星是黑暗，干燥，垂死的星球。土星的居民是一種利用心灵感应，巨大的幽灵狀的生物，他們也能预测未来。

- 霍华德·菲利普斯·洛夫克拉夫特所創作的小說克苏鲁神话中，土星被称为Cykranosh。

- 羅伯特·福沃德所創作的小說《Saturn Rukh》（1997年）中，土星的居民居住在行星大氣層中。

- 邁克爾·麥科勒姆（Michael McCollum）所創作的小說《The Clouds of Saturn》（1998年）中，土星是人類新的居所。

- 查尔斯·斯特罗斯所創作的小說《Accelerando》（2005年）中，人類殖民土星大氣層，內行星被改裝成星際電腦（Matrioshka brain）。

## 漫畫
- 《驚奇隊長》＃1《土星怪兽》中，土星被来自另一个星球的龙人入侵。

- 《Jemm, Son of Saturn》（1984）中，土星大气層存在巨大的，封闭的漂浮城市。